# Elecciones municipales de 2015 en Zaragoza
Las elecciones municipales de 2015 se celebraron en Zaragoza el domingo 24 de mayo, de acuerdo con el Real Decreto de convocatoria de elecciones locales en España dispuesto el 30 de marzo de 2015 y publicado en el Boletín Oficial del Estado el día 31 de marzo. Se eligieron los 31 concejales del pleno del Ayuntamiento de Zaragoza a través de un sistema proporcional (método d'Hondt) con listas cerradas y un umbral electoral de 5 %.

## Resultados
La candidatura del Partido Popular encabezada por Eloy Suárez, obtuvo una mayoría simple de 10 concejales, por 9 concejales de la candidatura de Zaragoza en Común encabezada por Pedro Santisteve, 6 de la lista del Partido Socialista Obrero Español encabezada por Carlos Pérez Anadón, 4 de la candidatura de Ciudadanos, encabezada por María Elena Martínez Otín y 2 de la candidatura de la Chunta Aragonesista encabezada por Juan Martín Expósito. El PP fue la candidatura más votada en 7 de los 12 distritos de la ciudad, mientras que Zaragoza en Común fue la más votada en 4. El PSOE fue la candidatura más votada en 1 único distrito.
| Candidatura                                          | Candidatura                                          | Votos   | %                               | Concejales                      |
| ---------------------------------------------------- | ---------------------------------------------------- | ------- | ------------------------------- | ------------------------------- |
|                                                      | Partido Popular (PP)                                 | 87 569  | 26,88                           | 10                              |
|                                                      | Zaragoza en Común-ZGZ (ZeC)                          | 80 055  | 24,57                           | 9                               |
|                                                      | Partido Socialista Obrero Español (PSOE)             | 60 807  | 18,67                           | 6                               |
|                                                      | Ciudadanos-Partido de la Ciudadanía (Cs)             | 40 018  | 12,28                           | 4                               |
|                                                      | Chunta Aragonesista (CHA)                            | 22 067  | 6,77                            | 2                               |
| Partido Aragonés (PAR)                               | Partido Aragonés (PAR)                               | 9185    | 2,82                            | 0                               |
| Unión Progreso y Democracia (UPyD)                   | Unión Progreso y Democracia (UPyD)                   | 4928    | 1,51                            | 0                               |
| Escaños en Blanco (EB)                               | Escaños en Blanco (EB)                               | 4426    | 1,36                            | 0                               |
| Partido Animalista Contra el Maltrato Animal (PACMA) | Partido Animalista Contra el Maltrato Animal (PACMA) | 3849    | 1,18                            | 0                               |
| Compromiso con Aragón                                | Compromiso con Aragón                                | 2088    | 0,64                            | 0                               |
| Los Verdes-Grupo Verde (LV-GV)                       | Los Verdes-Grupo Verde (LV-GV)                       | 1818    | 0,56                            | 0                               |
| Partido Comunista de los Pueblos de España (PCPE)    | Partido Comunista de los Pueblos de España (PCPE)    | 900     | 0,28                            | 0                               |
| Movimiento Social Republicano (MSR)                  | Movimiento Social Republicano (MSR)                  | 629     | 0,19                            | 0                               |
| Bloque Aragonés (BAR)                                | Bloque Aragonés (BAR)                                | 465     | 0,14                            | 0                               |
| Estado Aragonés (EA)                                 | Estado Aragonés (EA)                                 | 453     | 0,14                            | 0                               |
| Federación de Independientes de Aragón (FIA)         | Federación de Independientes de Aragón (FIA)         | 374     | 0,11                            | 0                               |
| Votos en blanco                                      | Votos en blanco                                      | 6145    | 1,89                            | n/a                             |
| Votos válidos                                        | Votos válidos                                        | 325 776 | 100,00                          | 31                              |
| Votos nulos                                          | Votos nulos                                          | 3144    | Participación: \| \| 65,51 % \| | Participación: \| \| 65,51 % \| |
| Votantes                                             | Votantes                                             | 420 307 | Participación: \| \| 65,51 % \| | Participación: \| \| 65,51 % \| |
| Electores                                            | Electores                                            | 502 076 | Participación: \| \| 65,51 % \| | Participación: \| \| 65,51 % \| |
|                                                      | 65,51 %                                              |         |                                 |                                 |

## Concejales electos
Relación de concejales electos:
| N.º | Nombre                               | Lista | Lista |
| --- | ------------------------------------ | ----- | ----- |
| 1   | Eloy Vicente Suárez Lamata           |       | PP    |
| 2   | Pedro Santisteve Roche               |       | ZeC   |
| 3   | Carlos Pérez Anadón                  |       | PSOE  |
| 4   | Jorge Antonio Azcón Navarro          |       | PP    |
| 5   | María Luisa Broto Bernués            |       | ZeC   |
| 6   | María Elena Martínez Ortín           |       | Cs    |
| 7   | Marta Aparicio Sáinz de Varanda      |       | PSOE  |
| 8   | Patricia María Cavero Moreno         |       | PP    |
| 9   | Pablo Muñoz San Pío                  |       | ZeC   |
| 10  | Juan Martín Expósito                 |       | CHA   |
| 11  | María de los Reyes Campillo Castells |       | PP    |
| 12  | Francisco Javier Trivez Bielsa       |       | PSOE  |
| 13  | Arantzazu Gracia Moreno              |       | ZeC   |
| 14  | Alberto Casañal Pina                 |       | Cs    |
| 15  | Pedro Navarro López                  |       | PP    |
| 16  | Alberto Cubero Serrano               |       | ZeC   |
| 17  | María Dolores Ranera Gómez           |       | PSOE  |
| 18  | Sebastián Contín Trillo-Figueroa     |       | PP    |
| 19  | Elena Giner Monge                    |       | ZeC   |
| 20  | Sara María Fernández Escuer          |       | Cs    |
| 21  | María Jesús Martínez del Campo       |       | PP    |
| 22  | Roberto Fernández García             |       | PSOE  |
| 23  | Fernando Rivarés Esco                |       | ZeC   |
| 24  | Carmelo Javier Asensio Bueno         |       | CHA   |
| 25  | Ángel Carlos Loren Villa             |       | PP    |
| 26  | María Dolores Campos Palacio         |       | PSOE  |
| 27  | Teresa Ana Artigas Sanz              |       | ZeC   |
| 28  | Cristina García Torres               |       | Cs    |
| 29  | María Navarro Viscasillas            |       | PP    |
| 30  | Pablo Hijar Bayarte                  |       | ZeC   |
| 31  | Luis Enrique Collados Mateo          |       | PP    |

## Investidura del alcalde
En la sesión de constitución de la nueva corporación del 13 de junio de 2015, Pedro Santisteve, candidato de Zaragoza en Común, fue investido alcalde con la mayoría absoluta de los votos del pleno municipal (17 concejales); Eloy Suárez, candidato del PP recibió 10 votos, mientras que María Elena Martínez Otín, candidata de Ciudadanos-Partido de la Ciudadanía recibió 4.